# 斯韋諾達鎮區 (明尼蘇達州斯威夫特縣)
斯韋諾達鎮區（英語：Swenoda Township）是位於美國明尼蘇達州斯威夫特縣的一個行政鎮區。

## 地方資料
斯韋諾達鎮區的面積為92.60平方千米，當中陸地面積為91.80平方千米，而水域面積為0.80平方千米。根據2020年美國人口普查的數據，當地共有人口104人，而人口密度為每平方千米1.12人。